# Legally Blonde
Legally Blonde är en amerikansk långfilm från 2001 i regi av Robert Luketic, med Reese Witherspoon, Luke Wilson, Selma Blair och Matthew Davis i rollerna. Filmen fick en uppföljaren i Legally Blonde 2 (2003) som regisserades av Charles Herman-Wurmfeldoch.

## Handling
Elle Woods (Reese Witherspoon) har ungefär allt en ung flicka kan önska sig. Hon är snygg, rik, blond och är även ordförande för kvinnoföreningen Delta Nu vid University of California Los Angeles. Men en dag beslutar hennes pojkvän Warner Huntington (Matthew Davis) att dumpa henne eftersom han inte tycker att hon är tillräckligt seriös.
Men Elle är fast besluten att vinna tillbaka Warner, även om det innebär att åka till samma college som han - Harvard Law School. Att komma in på Harvard borde inte bli så svårt för en snygg, smart tjej som Elle. Det enda som behövs är en pool, en minimal bikini som glittrar och en videokamera. 
Så Elle packar sina väskor och flyger över halva landet till Massachusetts. Men trots snygg klädstil, vackert hår och gullig hund passar hon, enligt vissa, inte in på Harvard. Och mannen i Elles liv, Warner, har redan hittat en ny flickvän, den smarta, men elaka, Vivian (Selma Blair).
Elle står ut med mycket, förödmjukelser, hånskratt och mycket mer. Men trots det ger hon inte upp. Nu är målet inte längre Warner utan att hon, Elle Woods, ska ta juristexamen med högsta betyg. Det borde väl få Warner tillbaka krälande till henne. Men när Elle slutar på Harvard vet hon inte längre om Warner har allt hon önskar sig. Kanske kan hon hitta det i den mystiska, stiliga Emmett (Luke Wilson)?

## Rollista (urval)
- Reese Witherspoon - Elle Woods
- Luke Wilson - Emmett Richmond
- Selma Blair - Vivian Kensington
- Matthew Davis - Warner Huntington III
- Victor Garber - Professor Callahan
- Jennifer Coolidge - Paulette Bonafonté
- Ali Larter - Brooke Taylor Windham
- Linda Cardellini - Chutney Windham
- James Read - Elles pappa
- Tane McClure - Elles mamma